# Licata
Licata é uma comuna italiana da região da Sicília, província de Agrigento, com cerca de 34.942 habitantes. Estende-se por uma área de 178 km², tendo uma densidade populacional de 196 hab/km². Faz fronteira com Butera (CL), Camastra, Campobello di Licata, Naro, Palma di Montechiaro, Ravanusa.

## Demografia
| Variação demográfica do município entre 1861 e 2011                               |
|                                                                                   |
| Fonte: Istituto Nazionale di Statistica (ISTAT) - Elaboração gráfica da Wikipedia |